# Спољашње дисање
Спољашње дисање један је део високо интегрисаног процеса дисања, који се одвија у алвеолама плућа. Ваздух, који садржи кисеоник, из спољне средине механичким процесом дисања улази у алвеоле плућа. Из удахнутог ваздух у алвеолама, кисеоник дифузијом прелази у крвоток. У исто време, угљен-диоксид такође дифузијом, из венске крви, прелази у алвеоле одакле са издахнутим ваздухом напушта плућа. Дисајни циклус спољашњег дисања је несвестан процес који се непрекидно понавља, осим ако је због поремећаја свести настао поремећај у његовој регулацији. 

## Основни појмови из дисања
Сви познати живи организми врше размену гасова са њиховом околином. Ова размена је познат као дисање. За одржавање живота, кисеоник мора прво бити инхалиран (удахнут) у плућа, Затим се он процесом дифузије преко алвеоло-капиларне мембране, хемоглобина и плазме крви преноси до ткива и потом у ћелије ткива у којима се обавља аеробни метаболизам.
Основни процеси дисање су:
- Дисање (размена гасова),
- Спољашње дисање
- Унутрашње дисање
- Регулација дисања

## Фазе спољашњег дисања
Спољашње дисање одвија се у две фазе (активну и пасивну): 
Активна фаза  (удисање)
Удисање је је активна фаза спољњег дисања и означава кретање ваздуха према плућима. Оно је узроковано ширењем зида грудног коша и спуштањем дијафрагме наниже према трбуху. Удах повећава запремину грудне дупље и волумен плућа и у њима ствара подручје ниског притиска. Будући да је притисак у тој фази нижи од притиска који влада споља, ваздух продире у плућа. 
У току мирног дисања интраплеурални притисак, у односу на атмосферски на почетку удисања, је око (-2,5 mmHg) и смањује се на приближно (-6 mmHg) на крају удаха или инспиријума. За то време притисак у плућима варира у распону од 0 до -1,2 mmHg, тј. постаје благо негативан.
При максималном удаху пречник грудног коша повећава се за 20%. Нормална број дисајних циклуса је 12 удисаја у минути, а запремина удахнутог ваздуха при једном удаху је око 500 ml. Према томе, минутни волумен дисања (или количина ваздуха која прође кроз плућа), просечно је око 6 литара у минути. 
Пасивна фаза (издисање)
Издисање је пасивна фаза спољашњег дисање. Издисање је узроковано променом положаја дијафрагма, која се подиже навише, што има за последицу сужење грудног коша и повећања притиска ваздуха унутар плућа. Након што се отвори глотис, под утицајем повећаног притисак унутар плућа избацује се ваздух, заједно са ослобођеним угљен-диоксидом из крви, у атмосферу.

## Анатомија органа који учествују у спољашњем дисању
Дисајни систем човека састоји се од дисајних путева и органа који уносе атмосферски ваздух у организам.
Састав дисајног система
| Дисајни путеви               | Анатомске структуре                    |
| ---------------------------- | -------------------------------------- |
| Горњи дисајни путеви         | • Усно-носни пролаз • Ждрело • Гркљан  |
| Доњи дисајни путеви          | • Душник • Бронхије • Бронхиоле        |
| Алвеоларни дуктуси и алвеоле | • Алвеоле • Мрежа алвеоларних капилара |

Усно носни пролаз
Устно носни пролаз се састоји из усница, усне шупљине, ноздрва и носне шупљине (назални пролаз). Овај пролаза облаже слузокожа која је прекривена цилијарним епителом, чија је основна улога филтрирање и влажење ваздуха. Механичке нечистоће, из удахнутог ваздуха, са задржавају у усној и носној шупљини на овлаженом епителу одакле се механичким путем одсрањују из носа и устију (кашљањем, кијањем, пљувачком и носном слином) или гутањем. Слуз са „ухваћеним“ честицама се покреће један сантиметар у минути до коначног избацивања или гутања. У носу и устима ваздух се загреје и зашити воденом паром, пре него стигне у плућа. Када би човек удисао кроз обичну цев, сув и хладан ваздух који допире у доње делове плућа погодовао би развоју инфекције. Ваздух који улази кроз носне шупљине је боље филтриран ваздух од онога који улази кроз уста. Зато лекари саветују да се дисање кад год је то могуће обавља преко носа. 
Гркљан 

Гркљан је орган дисајног система који је смештен у предњем делу врата. Орган је цевастог обилика и почиње отвором у доњем делу ждрела (хипофаринксу), а наставља се у душник (трахеју). Главна функција гркљана је дисање, док је кроз еволуцију прилагођен и фонацији (говору). Посебну улогу у заштити сиања има гркљански поклопац (лат. epiglotis), који спречава да храна заврши у гркљану и даље у душнику, тј спречава аспирацију и евентуално гушење.
Ждрело

Ждрело је телесна шупљина која је са једне стране спаја усну и носну шупљина а са друге гркљан. Главна улога ждрела у процесу дисања је да прими ваздух из носне и усне шупљине и загреје га на температуру тела пре његовог уласка у респираторни систем. 
Душник
Душник или трахеја, је цев кроз коју ваздух доспева у бронхије. 
Бронхије, бронхиоле, алвеоларни дуктуси и алвеоле

Ваздух из душника наставља кретање наниже кроз бронхије и бронхиоле, ка све мањим пролазима, или дуктусима, док не доспе у алвеоле плућног ткива. Главна душница, по уласку у плућа, силази косо надоле и образује бронхијално стабло. Бронхиола формира структуре које личе на гроздове а свака бобица представља алвеолу.
Плућни режњић, је основна јединица грађе плућа, има облик пирамиде, величине око 1 см² Кроз њен врх улази бронхиола која се грана дајући ситне алвеоле, полулоптаста проширења њених зидова. 
Алвеола је најважнији део плућа, облика мехурића пречника 0,3 mm. Алвеоле су творевине врло танких зидова, којих у плућима има око 300 милиона, са укупном површином која је у контакту са капиларима од око 70 m². Свака мала алвеола окружена је мрежом капилара којима се придружују артерије и вене. На микроскопском прегледу капилара се види, да промер његовог зид чини само једна ћелија. Плућни капилари су толико уски да црвена крвна зрнца могу да се крећу кроз њих само у једном низу. Размена гасова  и  се одвија на нивоу алвеола.

## Регулација дисања
Нервни систем подешава величину алвеоларне вентилације потребама организма. Захваљујући томе, притисци кисеоника и угљен-диоксида у крви се минимално мењају и код тешких оптерећења респираторног система. Центар за дисање се налази у продуженој мождине и понсу, а регулација дисања се одвија континуираним емитовањем импулса - (сигнала). 
Дисање представља високо интегрисани процес који укључује комплексне сигналне механизме у мозгу, можданом стаблу, кичменој мождини, кранијалним и спиналним живцима, уз координисано функционисање дијафрагме, међуребарних мишића, гркљана, ждрела, плућа и кардиоваскуларног система. Овај процес подразумева и учешће више различитих неуротрансмитера, неуромодулатора, рецептора, секундарних гласника и транскрипционих фактора, од којих се већина још увек испитује (види слику десно)
Кључни неуротрансмитер који посредује у спровођењу синаптичких ексцитаторних сигнала у готово свим респираторним неуронима можданог стабла је глутамат. Он је неопходан за трансмисију инспираторних сигнала у респираторним премоторним и респираторним моторним неуронима. Глутамат своје ефекте остварује углавном деловањем преко Н-метил-д-аспартат (НМДА) рецептора, али и преко не-(НМДА) рецептора, тј АМПА (алфа-амино-3-хидрокси-5-метилисоксазол 4-пропионичне киселине) и каинатских рецептора, као и метаботропних рецептора (mGluRs) укључених у понтомедуларне сигналне путеве.

Последњих година, бројна експериментална и клиничка истраживања указују на значај функционалног интегритета малог мозга и понса и њихове тзв. понтомедуларне сигналне мреже која повезује дорзолатерални тегментум понса, (лат. nc. tractus solitarius) и вентролатерално подручје продужене мождине и њихове улоге у аутономној контроли дисања 
8..
Крајњи циљ регулације дисања је одржавање повољних концентрација кисеоника, угљен-диоксида и водоникovih (H+) јона у телесним течностима. Повећање угљен-диоксида или водоникових јона утиче на респирацију, тако што надражује центар за дисање и доводи до уклањања вишка гасова убрзањем респирације. Регулација угљен-диоксида се врши механизмом повратне спреге, тако да у току хипоксије изазване пнеумонијом, емфиземом и других плућним болестима, овај систем може да повећа алвеоларну вентилацију или спољашње дисање за 5-7 пута.